# Spoorlijn Lausanne - Brig
De spoorlijn Lausanne - Brig, is onderdeel van de Simplonlinie, Walliser Bahn of als Ligne d'Italie, een spoorlijn van de Frans-Zwitserse grensplaats Saint-Gingolph aan de zuidoever van het meer van Genève via Martigny langs de Rhône naar Station Brig te Brig met aansluiting door de Simplontunnel onder de Simplonpas bij de Italiaanse grens bij Gondo tot aan Domodossola.

## Geschiedenis
Vijftig jaar na de opening van de Napoleonstraat over de Simplonpas werd in 1849 de Bundsrat Swinburne samen met de Engelse spoorwegexpert George Stephenson belast met een project voor het ontwikkelen van een spoorwegnet door de Alpen in Zwitserland. Door het beschikbaar komen van tunnelboormachines in 1862 en de uitvinding van het dynamiet door Alfred Nobel in 1867 konden de tunnels op een snellere manier aangelegd worden.
Ingenieur Sommeiller bewees in de periode 1857 – 1871 met de bouw van de 12 kilometer lange Mont Cenistunnel dat het mogelijk was om door de Alpen te boren. Toen werd het plan voor de bouw van de Simplontunnel geboren.
Een belangrijke mijlpaal in de geschiedenis van de Zwitserse spoorwegen was de invoer van de eerste spoorwegwet van 1852 die erop neerkwam dat de bouw en exploitaties van spoorlijnen in de kantons in die tijd aan het initiatief van private investeerders werd overgelaten.
Op 7 september 1852 werd door de heren Béguin uit Parijs en Franel uit Vevey een plan voor een concessie en de bouw van een traject van Villeneuve naar Martigny over de Col de Menouve of door een tunnel van Menouve naar Aosta aan te leggen. Dit project mislukte en zo kwam de weg vrij voor de aanleg van het Simplontraject naar Brig.
De volgende maatschappijen waren bij de bouw en exploitatie van de Simplonlinie betrokken:
- Compágnie du Sud de la Suisse (1854-1856)
- Compagnie de l'Ouest-Suisse (OS) (1855-1872)
- Compágnie des Chemins de fer de la Ligne d'Italie (1856-1867)
- Nouvelle Compágnie anonyme de la Ligne internationale d'Italie per le Semplon (1867-1874)
- Compágnie du Chemins de fer du Semplon (1875-1881)
- Chemins de fer de la Suisse Occidentale (SO) (1881-1889)
- Chemins de fer de la Suisse Occidentale et du Simplon (SOS) (1881-1889)
- Jura-Simplon-Bahn (1890-1902)
- Schweizerische Bundesbahnen (SBB) (1903-heden)

### Compagnie du Sud de la Suisse
De Compagnie du Sud de la Suisse werd op 15 augustus 1854 door graaf Adrieb de La Vallette opgericht en bestond in de periode 1854-1856. De eerste periode van de Simplonlinie wordt ook wel de eerste periode van Graf Andien de La Valette (1813-1886) genoemd.
Op 2 februari 1853 sloot La Valette met de Parijse bouwer Hunebelle et Cie een contract voor de bouw van het traject van Bouverret naar Sion. Op 30 mei 1853 werd de concessie voor het traject van Lausanne naar een nader te bepalen plaats in Wallis verstrekt.

### Compagnie de l'Ouest-Suisse
De Compagnie de l'Ouest-Suisse (OS) bestond in de periode 1855-1872. In deze periode werden de volgende trajecten gebouwd. Het traject van Villeneuve naar Bex werd op 10 juni 1857 geopend. Voor gebruik van het traject van Lausanne naar Villeneuve kon tot 1861 gebruikmaken van een boot over het meer van Genève. Het traject van Bex naar de aansluiting bij Les Paludes in de richting Saint-Maurice werd op 1 november 1860 geopend. Het traject van Lausanne naar Villeneuve werd op 2 april 1861 geopend.

### Compagnie des chemins de fer de la Ligne d'Italie
De Compagnie des chemins de fer de la Ligne d’Italie (LI) bestond in de periode 1856-1867. In deze periode werden de volgende trajecten gebouwd. Het eerste trajectdeel van Bouveret naar Martigny werd op 14 juli 1859 geopend en het trajectdeel van Martigny naar Sion werd op 14 mei 1860 geopend.

### Nouvelle Compagnie anonyme de la Ligne internationale d'Italie per le Semplon
De Nouvelle Compagnie anonyme de la Ligne internationale d'Italie per le Semplon bestond in de periode 1867-1874. Op 15 oktober 1868 werd het traject van Sion naar Sierre/Siders geopend. Op 1 juli 1874 werd de Nouvelle Compagnie anonyme de la Ligne internationale d'Italie per le Semplon door de Chemins de fer de la Suisse Occidentale (SO) overgenomen.

### Compagnie du chemins de fer du Simplon
De Compagnie du chemins de fer du Simplon (afgekort: Compagnie Simplon) werd op 18 juni 1875 werd de opgericht en bestond in de periode 1875-1881.
Het traject van Siere/Siders naar Leuk werd in mei 1878 geopend en het traject van Leuk naar Brig werd op 16 juni 1878 geopend en op 1 juli 1878 was de ingebruikname van het traject.

### Chemins de fer de la Suisse Occidentale (SO)
De Chemins de fer de la Suisse Occidentale (SO) ontstond op 1 januari 1872 door de fusie van drie spoorwegondernemingen namelijk de Compagnie de l'Ouest-Suisse de Chemin de fer Lausanne-Fribourg-Berne en de Compagnie Franco-Suisse.
In 1876 volgden verschillende uitbreidingen van het spoorwegnet. Het traject van Murten naar Lyss werd op 12 juni 1876 geopend. Het traject van von Murten nach Palézieux, en het traject van Payerne naar Fribourg werden op 25 augustus 1876 geopend. Het traject van Yverdon naar Payerne werd op 1 februari 1877 geopend
Op 20 december 1876 werd de Chemin de fer de Jougne à Eclépens (JE) overgenomen.
Op 28 juni 1881 fusieerde de Suisse Occidentale (SO) met de Compagnie du chemins de fer du Simplon (S) en ontstond de Suisse-Occidentale-Simplon (SOS).

### Chemins de fer de la Suisse Occidentale-Simplon (SOS)
De Chemins de fer de la Suisse Occidentale et du Simplon (SOS) bestond in de periode 1881-1889.
Op 28 juni 1881 ontstond de Suisse-Occidentale-Simplon (SOS) uit een fusie van de Suisse Occidentale (SO) met de Compagnie du chemins de fer du Simplon (S).

### Jura-Simplon-Bahn
De Jura-Simplon-Bahn bestond in de periode 1890-1902.
De Jura-Simplon-Bahn ontstond in 1890 door een fusie van de Suisse Occidentale-Simplon (afgekort: SOS) met de Pont-Vallorbe-Bahn. Na zeven jaar volgde in 1898 de aankoop van de Jura-Bern-Luzern-Bahn.
Het net reikte van Bazel tot de grensovergang met Frankrijk in Delle, La Chaux-de-Fonds, Les Verrières, Vallorbe, Genève en Brig, eveneens Brienz, Meiringen in aansluiting van de Brünigbahn tot Luzern met een totale lengte van 937 km.
De JS legde reeds na een jaar na de oprichting het definitieve plan voor de Simplontunnel voor en in 1895 was het staatsverdrag met Italië voor de bouw van de "langste tunnel ter wereld" van Brig naar Iselle in Italië. In 1898 werd met de bouwwerkzaamheden begonnen. Nog tijdens de bouw werd de Jura-Simplon-Bahn op 1 mei 1903 overgenomen door de staat, waardoor de Schweizerische Bundesbahnen (SBB) de bouw van de Simplontunnel in 1906 afrondde.

### Schweizerische Bundesbahnen
Nog tijdens de bouw werd de Jura-Simplon-Bahn op 1 mei 1903 overgenomen door de staat, waardoor de Schweizerische Bundesbahnen (SBB) de bouw van de Simplontunnel in 1906 afrondde. De bouw van de Simplontunnel werd door de SBB voortgezet en in 1912 uitgebreid met de bouw van een tweede tunnel.

### Chemin de fer Vevery-Chexbres

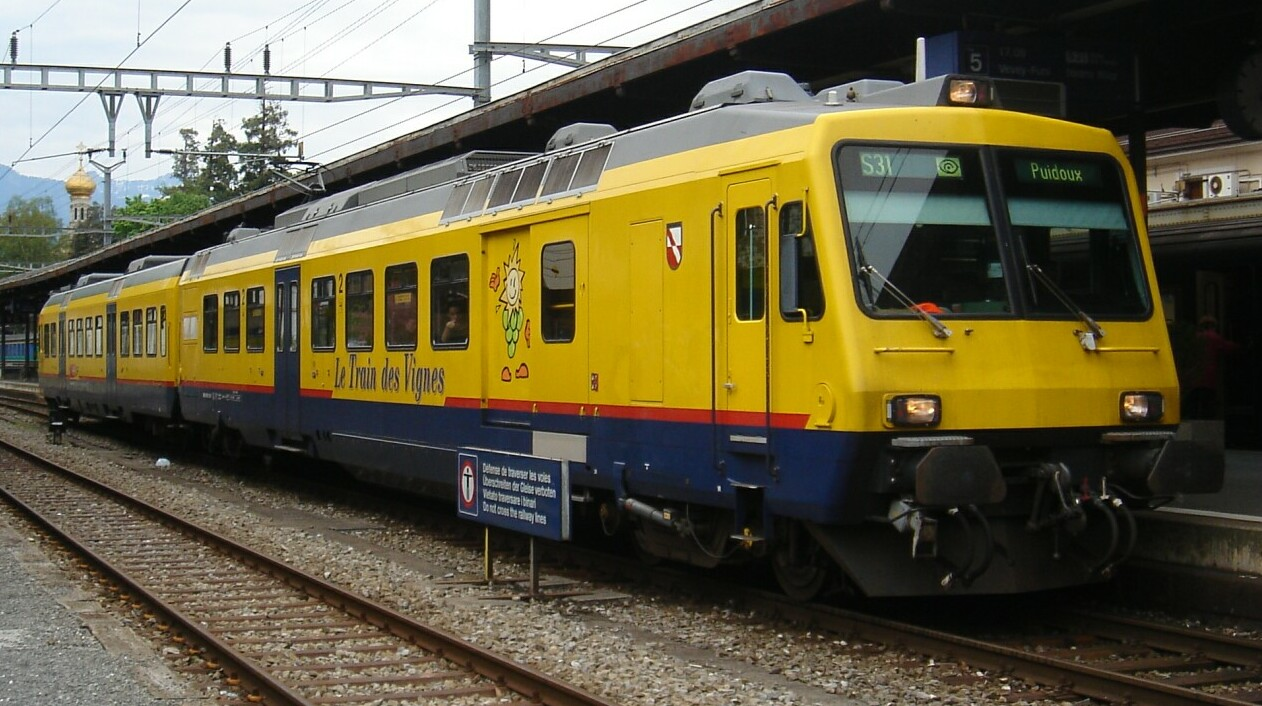
SBB NPZ Train des Vignes in Vevey, 6 mei 2005

Het traject van de Chemin de fer Vevery-Chexbres (afgekort: VCh) loopt van Puidoux-Chexbres naar Vevery. Het traject heeft een helling van 44 ‰. De bedrijfsvoering van dit traject wordt op dit moment uitgevoerd door de SBB.
De SBB heeft twee voor dit traject aangepaste NPZ treinstellen met de merknaam Train des Vignes beschikbaar.

### RegionAlps
De RegionAlps is een dochteronderneming van Schweizerischen Bundesbahnen (SBB) en de Transports de Martigny et Régions (TMR). De RegionAlps is sinds december 2003 belast met het regionaal personenvervoer op de oorspronkelijke Simplon-spoorlijn van het Franse Zwitserse grensplaats Saint-Gingolph gelegen in kanton Wallis en Bouveret aan de zuidoever van het meer van Genève naar verder over Saint-Maurice en langs de Rhône naar Brig gelegen kanton Wallis. De RegionAlps gebruikt voor dit personenvervoer treinstellen van de SBB en van de TMR.

## Trajectbeschrijving

### Lausanne
In Lausanne bestond de mogelijkheid in station CFF over te stappen op de
- Lausanne-Ouchy naar Lausanne-Flon

### Vevey
In Vevey bestaat de mogelijkheid over te stappen op de:
- Vevey-Montreux-Chillon-Villeneuve (VMCV) voormalige tramlijn van Plan naar Villeneuve
- Chemins de fer électriques Veveysans (CEV) naar Blonay en Les Pléiades
- Chemin de fer Vevery-Chexbres (VCh) van Puidoux-Chexbres

In Vevey was de Vevey Technologies gevestigd. Sinds 2004 heeft Bombardier zich gevestigd in Villeneuve.

### Clarens
In Clarens bestond de mogelijkheid over te stappen op de:
- Clarens-Chailly-Blonay (CCB) voormalige tramlijn van Clarens en Chailly naar Blonay

### Montreux
In Montreux bestaat de mogelijkheid over te stappen op de:
- Montreux-Berner Oberland-Bahn (MOB) naar Zweisimmen.
- Chemin de fer Montreux–Territet–Glion–Rochers-de-Naye (MTGN) naar Rochers-de-Naye.

### Aigle
In Aigle bestaat de mogelijkheid over te stappen op de trajecten van de:
- Transports Publics du Chablais (TPC)
  - Chemin de fer Aigle-Leysin (AL) naar Leysin.
  - Chemin de fer Aigle-Sépey-Diablerets (ASD) naar Diableret.
  - Chemin de fer Aigle-Ollon-Monthey-Champéry (AOMC) naar Champéry.

### Bex
In Bex bestaat de mogelijkheid over te stappen het traject van de:
- Transports Publics du Chablais (TPC)
  - Chemin de fer Bex-Villars-Bretaye (BVB) naar Bretaye.

### Monthey
In Monthey en de halte Monthey-Ville bestaat de mogelijkheid over te stappen op het traject van de:
- Transports Publics du Chablais (TPC)
  - Chemin de fer Aigle-Ollon-Monthey-Champéry (AOMC) naar Champéry.

### Martigny
In Martigny bestaat de mogelijkheid over te stappen op de trajecten van de:
- Transports de Martigny et Régions (TMR)
  - Chemin de fer Martigny–Châtelard (MC) naar Châtelard en Saint-Gervais-les-Bains-Le Fayet - Vallorcine.
  - Chemin de fer Martigny–Orsières (MO) naar Orsières en Le Châble.

### Leuk
In Leuk bestond de mogelijkheid over te stappen op de:
- Leuk-Leukerbad Bahn (LLB) naar Leukerbad

Om het enkelsporige traject van Salgesch naar Leuk uit te kunnen bouwen naar een dubbelsporige traject werd een nieuwe lijn van 7 kilometer aangelegd. De aanleg van deze spoorlijn werd gebundeld met de aanleg van een nieuwe autobahn A9.
In 1999 werd met de bouw van drie tunnels begonnen. Op 7 november 2004 werd het nieuwe traject in gebruik genomen.

### Raron
Tussen Raron en Visp bevindt zich de aansluiting van de Lötschberg-basistunnel uit de richting Bern en Spiez.

### Visp
In Visp kon van 1891 tot 1930 worden overgestapt van de:
- Visp-Zermatt-Bahn (VZ) uit Zermatt.

Na 1930 werd het traject van de VZ doorgetrokken naar Brig.
- Matterhorn Gotthard Bahn (MGB) naar Zermatt en Andermatt.
- Lötschberglinie sinds 2007 kan in Visp overgestapt van de Simplonlinie op de Lötschberglinie naar Spiez en Bern.

### Brig
Het trajectdeel Leuk-Brig werd op 1 juli 1878 door de Compágnie du Chemins de fer du Semplon geopend.
In Brig bestaat de mogelijkheid over te stappen op het traject van de:
- Matterhorn Gotthard Bahn (MGB) richting Zermatt en Disentis/Mustér
- BLS Lötschbergbahn (BLS) richting Spiez - Brig

## Centrale
De waterkrachtcentrale in Bitsch zorgt voor de nodige elektriciteit voor het zuidwesten van Zwitserland.

## Elektrische tractie
Het traject van Brig naar Sion werd op 15 januari 1927 en het traject van Lausanne naar Sion werd geëlektrificeerd met een spanning van 15.000 volt 16 2/3 Hz wisselstroom.